# نیکول بیلدربک
نیکول بیلدربک (انگلیسی: Nicole Bilderback؛ زادهٔ ۱۰ ژوئن ۱۹۷۵ در کره جنوبی) یک هنرپیشه اهل ایالات متحده آمریکا است. وی از سال ۱۹۹۵ میلادی تا کنون مشغول فعالیت بوده‌است.

## گزیدهٔ آثار

### سینمایی
- سربازان حرفه‌ای (۲۰۱۴)
- سکس و مرگ ۱۰۱ (۲۰۰۶)
- لگالی بلاند ۲: قرمز، سفید و بلوند (۲۰۰۳)
- آن را روشن کنید (۲۰۰۰)
- نمی‌توانم صبر کنم (۱۹۹۸)
- بی‌سرنخ (۱۹۹۵)

### مجموعه تلویزیونی
- ادراک (۲۰۱۴)
- منتالیست (۲۰۱۲)
- قهرمان‌ها (۲۰۰۶)
- فرشته تاریکی (۲۰۰۰)
- بافی قاتل خون‌آشام‌ها (۱۹۹۶ و ۱۹۹۸)